# Kor (película de 2016)
Kor (Ember en inglés. La traducción literal al castellano de ambos títulos sería “ascua”) es una película turca del 2016 escrita y dirigida por Zeki Demirkubuz. Protagonizada por Aslıhan Gürbüz, Caner Cindoruk y Taner Birsel. 

## Sinopsis
La película trata sobre la historia de una pareja cuyo matrimonio sale mal. Cemal (Caner Cindoruk), cuyo taller textil quebró, se traslada a Rumanía a trabajar. Tratando de ganarse la vida en ausencia de Cemal, Emine (Aslıhan Gürbüz) se encuentra con su antiguo jefe, Ziya Bey (Taner Birsel). Ziya, que se entera de la delicada situación económica de Emine, la ayuda cubriendo los costos de la cirugía de su hijo, Mete. 
Este acercamiento impulsa a Ziya confesar el amor que siempre sintió por Emine, el cual consuman después de una cena manteniendo relaciones. Repentinamente, Cemal regresa a casa una noche. Al enterarse de que Mete estaba enfermo del corazón y fue sometido a una cirugía, Cemal intentará comprender de dónde sacó Emine el dinero y si hay alguien más en su vida.

## Reparto
- Aslıhan Gürbüz - Emine
- Caner Cindoruk - Cemal
- Taner Birsel - Ziya
- İştar Gökseven - Selahattin
- Çağlar Çorumlu - Aslan
- Dolunay Soysert - Zuhal
- Talha Yayıkcı - Remzi
- Berat Özdemir - Mete
- Genco Ozak - Muhasebeci
- Deniz Kestereci - İşçi Kız
- Apo Demirkubuz - Tamirci

## Premios y nominaciones
- Asia Pacific Screen Awards 2016 | Nominado: Best Film
- Asia Pacific Screen Awards 2016 | Nominado: Best Performance by an Actress[2]